# Мимо-Гарсия Груев
Мимо-Гарсия Стоянов Груев е български режисьор, тв коментатор и писател. Съдебен заседател при Софийски районен съд, избран от Столичния общински съвет, с мандати 2021 – 2025 и 2025 – 2029 година.

## Биография

### Ранни години
Мимо Гарсия е роден на 16 февруари 1998 г. в София, България в семейството на Виктория и Стоян Груеви. Негови баби са юристката от Българска търговско-промишлена палата Славка Лесидренска и сценаристката Поли Груева-Миджинова.
От 2005 г. до 2017 г. е ученик в столичното 54. СУ „Свети Иван Рилски“, където е част от Ученическия парламент и е представител на училището в Националната конференция „Семейство-училище-общество“. Мимо организира и среща на ученици с известни журналисти по инициативата „Журналисти в училище“ на Фонд „Валя Крушкина“ при Фондация „Работилница за граждански инициативи“. През 2017 г. Мимо е награден от КТ „Подкрепа“ с първо място в конкурса на конфедерацията „На учителя с любов“.

### Име
Рожденото му име е Димитър. През май 2017 година добавя „Мимо Гарсия“ като псевдоним. През септември 2019 година чрез съда променя името си от Димитър на Мимо-Гарсия. През 2020 г. историята със смяната на името му е включена в спектакъла на Здрава Каменова и Наталия Цекова „Назови ме с моето име“.

### Личен живот
Мимо Гарсия е открито хомосексуален.

### Кариера
От 2009 г. до 2014 г. Мимо е част от театралната студия на дъщерята на известната актриса Илиана Балийска – Цвета „Драмеди“, с която участва в редица театрални фестивали, печелейки награди. От 2012 г. до 2015 г. Мимо води заедно с баба си Славка Лесидренска детското предаване „За децата със Слава и Мимо“.
През 2015 г. излиза дебютният режисьорски филм на Мимо Гарсия „Насалевци: Бедни срещу богати“ с участието на актрисата Ирина Константинова.
От 2015 г. до 2017 г. е създател и водещ на ежеседмичното ток шоу „Поле за отговори“. От 2017 г. до 2018 г. е коментатор в телевизионното предаване на Наталия Кобилкина „Без задръжки с Наталия Кобилкина“.
От 2017 г. до 2021 г. е студент по журналистика във Факултета по журналистика и масова комуникация към Софийски университет „Св. Климент Охридски“. През 2017 със състудентите си от Босилеград, Сърбия Таня Николов и Мартина Димитрова създава проекта „Булсербия“. През 2019 г. Мимо и Таня създават специален проект, посветен на телевизионното студио на ФЖМК под ръководството на д-р инж. Иванка Вълова.
Гарсия пише и поезия.
През октомври 2020 г. Мимо създава петиция против маските на открито – една от налаганите мерки във връзка с пандемията COVID-19.
На 26 ноември 2020 г. Столичният общински съвет избира Мимо Гарсия за съдебен заседател при Софийски районен съд с мандат април 2021 – април 2025 година.
През юли 2021 г. се дипломира като бакалавър по журналистика от Факултета по журналистика и масова комуникация. Дипломната му работа „Даян Файнстайн — първата жена“ е издадена в книга.
През 2023 г. организира за първи път в България конференцията на Европейската мрежа на асоциациите на съдебните заседатели.
През 2024 г. режисира филма „Алцхаймер между баба и мен“, посветен на баба му Поли Миджинова, и участва в риалити шоуто на бТВ „Островът на 100-те гривни“.
През 2025 г. дебютира като режисьор на театралната сцена с детската пиеса по текста на Леда Милева „Когато куклите не спят“, за която печели награди от фестивал „Музите“, както и със спектакъла по неговата книга „Уплашен от себе си“. Става член и на Съюза на българските журналисти.
Преизбран е за втори мандат съдебен заседател.

### Благотворителност и каузи
От 2015 г. Мимо подпомага и връчва финансова награда по време на фестивала „Малкият принц“, организиран и провеждащ се в град Велико Търново.
През януари 2019 г. Мимо и Галинка Чавдарова основават платформата за подкрепа и помощ „Да говорим заедно“. Мимо е и създател на първото интернет предаване с безплатни съвети „Да говорим заедно с Галинка и Мимо“.
Гарсия подкрепя човешките права на ЛГБТ хората, както и „София Прайд“.